# آلف مسر
آلف مسر (انگلیسی: Alf Messer; ۸ مارس ۱۹۰۰ – ۱۹۴۷ (۴۶−۴۷ سال)) بازیکن فوتبال اهل بریتانیا بود.
از باشگاه‌هایی که در آن بازی کرده‌است می‌توان به باشگاه فوتبال ناتینگهام فارست، باشگاه فوتبال منزفیلد تاون، باشگاه فوتبال تاتنهام هاتسپر، باشگاه فوتبال ردینگ، و باشگاه فوتبال ای‌اف‌سی بورنموث اشاره کرد.